# Katzhütte
Katzhütte – miejscowość i gmina w Niemczech, w kraju związkowym Turyngia, w powiecie Saalfeld-Rudolstadt, wchodzi w skład wspólnoty administracyjnej Schwarzatal. Do 31 grudnia 2018 wchodziła w skład wspólnoty administracyjnej Bergbahnregion/Schwarzatal.